# Obihiro
Obihiro (japanska: 帯広市 ?, Obihiro-shi) är en stad i Hokkaidō prefektur i Japan. Staden fick stadsrättigheter 1933.

## Utbildning
I staden finns Obihiros universitet för jordbruk och veterinärmedicin.

## Kända personer från Obhiro
- Hiroyasu Shimizu, OS-guldmedaljör i skridsko.